# Zygaena ephialtes
Zygaena ephialtes là một loài bướm đêm thuộc họ Zygaenidae.
Bướm có sải cánh dài 35–40 mm. Cánh trước có màu xanh, có năm hoặc sáu điểm rất khác nhau về màu sắc, vì chúng có thể có màu đỏ, vàng hoặc trắng. Thông thường, những đốm màu đỏ, trong khi rìa ở phần bụng có thể có màu vàng hoặc đỏ. Các cánh sau có màu đỏ, vàng hoặc đen hoàn toàn và có một mép ngoài màu đen mỏng.
Ấu trùng ăn chủ yếu ăn các loài Coronilla Varia và Coronilla emerus, mà còn trên cây húng tây hoang dã (tuyến ức serpyllum), đậu tằm móng ngựa (Hippocrepis comosa) và các loại cỏ ba lá (Trifolium), huyền sâm (Veronica) và chuối (Plantago).
Loài này có thể được tìm thấy ở hầu hết châu Âu, ngoại trừ Ireland, Anh, Hà Lan, Bồ Đào Nha, Fennoscandia, Đan Mạch, Estonia và Latvia.. Ở Italia thường được gọi là Prete (linh mục).

## Phân loài
- Zygaena ephialtes ephialtes
- Zygaena ephialtes albaflavens Verity, 1920
- Zygaena ephialtes albarubens Verity, 1946
- Zygaena ephialtes athamanthae (Esper, 1789)
- Zygaena ephialtes bohemia Reiss, 1922
- Zygaena ephialtes chalkidikae Holik, 1937
- Zygaena ephialtes corcyrica Rauch, 1981
- Zygaena ephialtes coronillae (Denis & Schiffermuller, 1775)
- Zygaena ephialtes danastriensis Holik, 1939
- Zygaena ephialtes istoki Silbernagel, 1944
- Zygaena ephialtes ligus Verity, 1946
- Zygaena ephialtes lurica Dujardin, 1965
- Zygaena ephialtes medusa (Pallas, 1771)
- Zygaena ephialtes meridiei Burgeff, 1926
- Zygaena ephialtes pannonica Holik, 1937
- Zygaena ephialtes peucedani (Esper, 1780)
- Zygaena ephialtes podolica Holik, 1932
- Zygaena ephialtes retyesati Holik, 1948
- Zygaena ephialtes roussilloni Koch, 1940
- Zygaena ephialtes smolikana Naumann & Rose, 1981
- Zygaena ephialtes tambovensis Holik & Sheljuzhko, 1953
- Zygaena ephialtes taurida Holik & Sheljuzhko, 1953
- Zygaena ephialtes transpadana Verity, 1946
- Zygaena ephialtes tymphrestica Holik, 1948[2]

## Hình ảnh

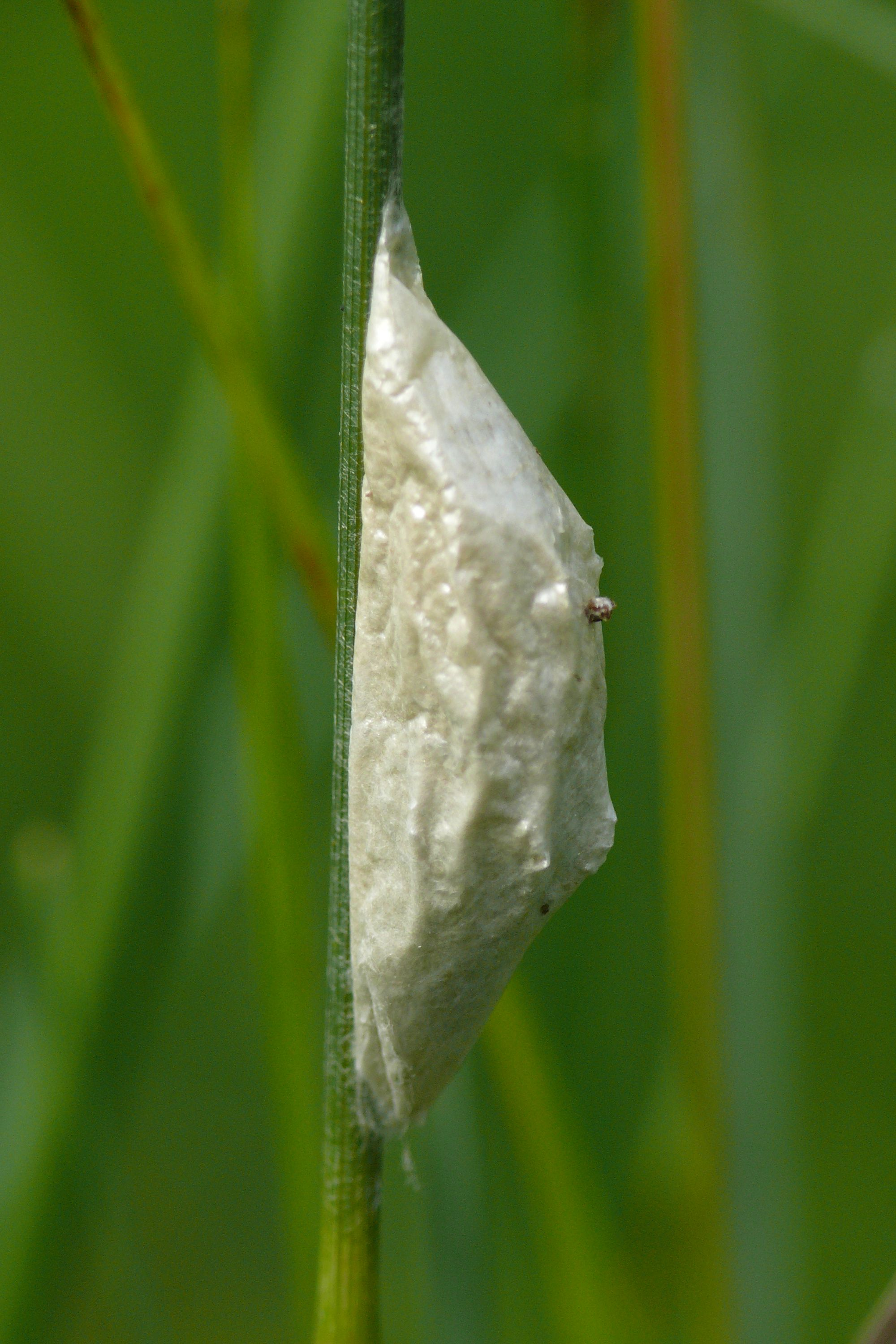
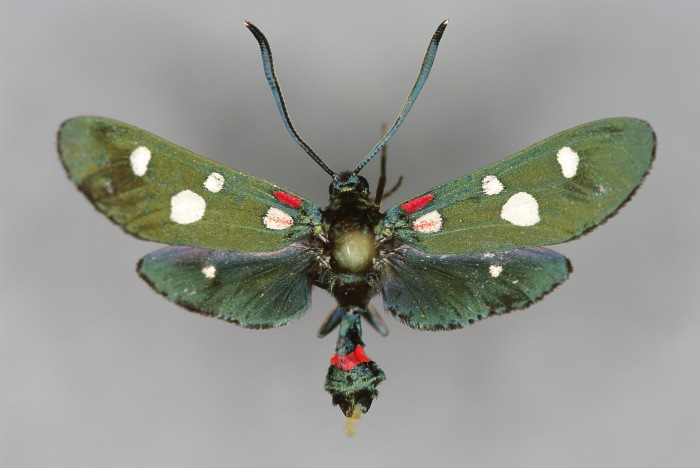
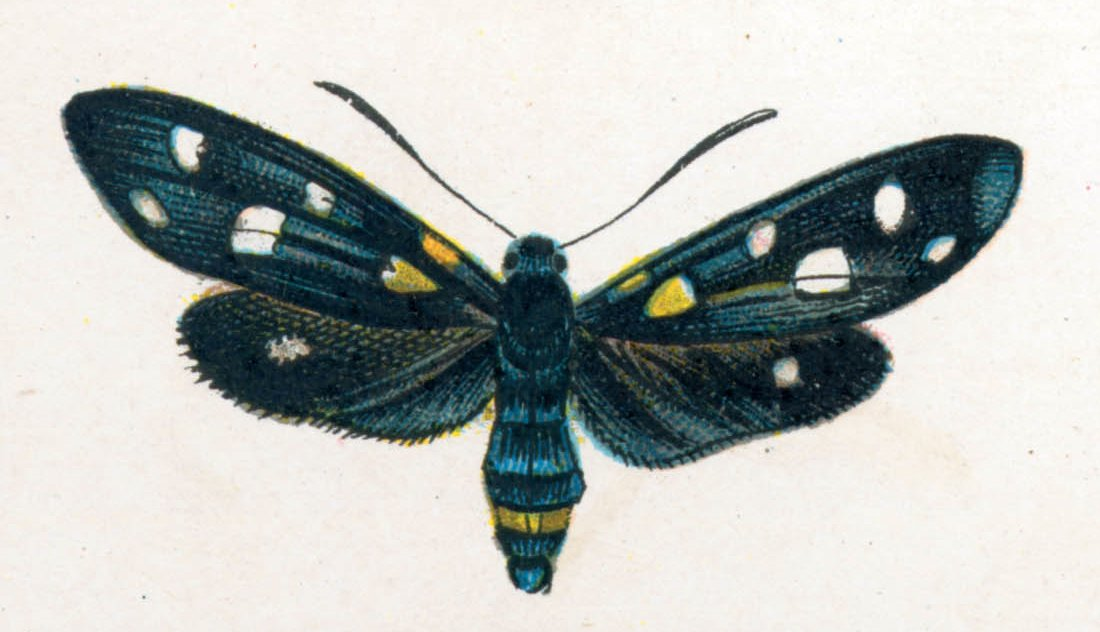